# 로버트 J. 윌크
로버트 J. 윌크(Robert J. Wilke, 1914년 5월 18일 ~ 1989년 3월 28일)는 미국의 배우, 텔레비전 배우, 영화배우, 골프 선수이다.

## 영화
- 괴짜들의 병영 일지 (1981년)
- 불타는 서부 - 78년 시리즈 (1978년)
- 천국의 나날들 (1978년)
- 늑대인간 소년 (1973년)
- 토니 로마 (1967년)
- 위스키 전쟁 (1965년)
- 스파타커스 (1960년) - 구아드 캡틴 역
- 황야의 7인 (1960년)
- 추격 (1959년)
- 보난자 (1959년)
- 네버 스틸 애니씽 스몰 (1959년)
- 서부의 사나이 (1958년)
- 빛바랜 천사 (1958년)
- 조로 (1957년)
- 서부의 파라딘 (1957년)
- 론 레인저 (1956년)
- 베가본드 킹 (1956년)
- 바람에 쓴 편지 (1956년)
- 딜론 보안관 (1955년)
- 샤이안 (1955년)
- 디즈니랜드 (1954년) - 벤 틸톤 역
- 머나먼 서부 (1954년)
- 해저 2만리 (1954년)
- 지상에서 영원으로 (1953년)
- 하이 눈 (1952년) - 짐 피어스 역
- 연방요원 대 언더월드 주식회사 (1949년)
- 고스트 오브 조로 (1949년)
- 론 레인저 - 49년 시리즈 (1949년)
- 어 소던 양키 (1948년)
- 블랙 위도우 (1947년)
- 퍼플 몬스터 스트라이크 (1945년)
- 조로의 검은 채찍 (1944년)
- 딕 트레이시 대 범죄 주식회사 (1941년)
- 히트 퍼레이드 오브 1941 (1940년)
- 우먼 닥터 (1939년)
- 국제 범죄 (1938년)